# Чи-Сао
Чи-Сао (Chi-Sao) – название упражнений в китайском боевом искусстве Винг Тчун (известного так же как Вин Чунь, Винг Тсун, Юн Чун), направленных на развитие чувствительности рук. Чи-Сао (Chi-Sao) в переводе с китайского означает «липкие руки». Упражнения развивают тактильную чувствительность и искусство осязания противника и его намерений через контакт с его руками. Чи–Сао (Chi-Sao) оттачиваются мастерами Винг Тчун на протяжении многих лет.

## Упражнения Чи-Сао (Chi-Sao)
Существуют разные уровни изучения Чи-Сао (Chi-Sao). Упражнение выполняется в паре. На начальном этапе обучения Чи-Сао (Chi-Sao) упражнения выполняются одной рукой, то есть делается так называемое Дань-Чи-Сао. Выполняются определенные программы или связки. В Дань-Чи-Сао каждый из партнёров использует только одну руку и, будучи в контакте ею с рукой партнёра, производит серию заранее известных движений. Второй партнёр выполняет ответные движения. Первый нападает, второй обороняется, затем они меняются ролями. Таким образом партнёры отрабатывают запрограммированную связку движений, тренируя и развивая рефлексы, а также тестируют друг друга. 
По мере повышения уровня ученика усложняются и упражнения. Со временем адепты переходят к упражнениям, в которых задействованы обе руки одновременно. От выполнения предопределенных действий переходят к импровизации, то есть партнёры произвольно атакуют и защищаются друг от друга, выполняя свободное Чи-Сао. При этом, каждый из партнёров старается сохранить контакт с руками противника, то есть постоянно «липнуть» к нему и, таким образом чувствовать направление силы противника, отслеживать его действия и намерения и реагировать на уровне ощущений и рефлексов. 
Чи-Сао (Chi-Sao) развивает рефлексы и способность бойца реагировать на действия противника, опираясь на чувства и ощущения, а не визуальную информацию. Упражнения так же развивают координацию, баланс, тайминг и точность.

## Соревнования по Чи-Сао (Chi-Sao)
Большинство школ Винг Тчун в мире подразумевает один вариант соревнований по Чи-Сао (Chi-Sao) - с одной версией правил без разделения боев на категории сложности. Существует так же и расширенная концепция турниров по Чи-Сао (Chi-Sao), разработанная федерацией PWTF и впервые примененная на соревнованиях международного уровня в 2012 году в Эстонии.
Исходя из принципа, согласно которому на разных этапах обучения искусству Винг Тчун ученики фокусируются на изучении разных навыков, PWTF разработало правила, которые позволяют адептам Винг Тчун соревноваться в Чи-Сао (Chi-Sao) на разных уровнях: Сиу Ним Тао (Siu Nim Tao), Чам Киу (Chum Kiu) и Биу Джи (Biu Dze).

## Концепция: три формы Чи-Сао (Chi-Sao) - Сиу Лим Тао (Siu Nim Tao), Чам Киу (Chum Kiu) и Биу Джи (Biu Dze)
Разделения поединков по Чи-Сао (Chi-Sao) на 3 категории сложности в соответствии с одной из трёх форм боевого искусства Винг Тчун (Сиу Лим Тао (Siu Nim Tao), Чам Киу (Chum Kiu) и Биу Джи (Biu Dze)) предоставляет спортсменам возможность выбора уровня сложности состязаний согласно своим возможностям и уровню подготовки.
Разработанная PWTF концепция проведения соревнований по Чи-Сао (Chi-Sao) с применением трёх версий правил позволяет:
- участвовать в боях людям с разной физической подготовкой
- выступать спортсменам со степенью инвалидности (например, слепым) наравне со спортсменами, не имеющих физических ограничений
- принимать участие людям разного возраста, от 7 до 80 лет и старше

### Чи-Сао (Chi-Sao) Сиу Лим Тао (Siu Nim Tao)
Сиу Ним Тао (Siu Nim Tao) - это первая форма или комплекс стиля Винг Тчун, который изучают ученики. Название формы переводится как «маленькая идея». Сиу Ним Тао (Siu Nim Tao) - это комплекс, исполняемый на месте. На этапе изучения Сиу Ним Тао (Siu Nim Tao) студент учит держать структуру тела и изучает базовые техники рук.
В основе правил поединков Чи-Сао (Chi-Sao) уровня Сиу Ним Тао (Siu Nim Tao) лежит суть одноимённого комплекса. Бои Сиу Ним Тао (Siu Nim Tao) проходят на месте. Цель каждого из противников - вывести соперника из равновесия: заставить его сделать шаг, два или упасть. Оценивается способность бойцов сохранять структуру, чувствительность рук и тела, а также уровень работы рефлексов.
В случае, если бойцу удается заставить противника сделать шаг, он получает одно очко, два шага - два очка, касание противника мата тремя точками дает три очка, падение - четыре. В поединках Чи-Сао (Chi-Sao) по правилам версии Сиу Ним Тао (Siu Nim Tao) запрещены любые удары кулаками или локтями, использование ног для нанесения ударов, а также захваты.

### Чи-Сао (Chi-Sao) Чам Киу (Chum Kiu)
Чам Киу (Chum Kiu) - это второй комплекс, который изучается в Винг Тчун. В переводе с китайского, Чам Киу (Chum Kiu) означает «наведение мостов». Комплекс развивает способность ученика «наводить мосты», то есть сокращать дистанцию с соперником, а также перемещаться и держать структуру при сопротивлении противника.
Цель поединков Чи-Сао (Chi-Sao) по версии правил Чам Киу (Chum Kiu) - проверить навыки бойца, усвоенные при изучении формы Чам-Киу (Chum-Kiu). Территория поединка в версии Чи-Сао (Chi-Sao) Чам Киу (Chum Kiu) ограничена рамками мата. Противники могут свободно передвигаться по площади мата. Разрешены удары в корпус. Целью боя в Чи-Сао (Chi-Sao) версии Чам Киу (Chum Kiu) так же является завалить противника, либо вытолкнуть его за пределы мата.
Запрещены удары в лицо и использование локтей, захваты руками и использование ног для нанесения ударов.

### Чи-Сао (Chi-Sao) Биу Джи (Biu Dze)
Биу Джи (Biu Dze) - третья форма, которую изучают адепты Винг Тчун. Комплекс Биу Джи (Biu Dze) учит использовать локти и вести бой на максимально близкой дистанции.
Суть турнира Чи-Сао (Chi-Sao) по версии правилам Биу Джи (Biu Dze) соответствует идее формы Биу Джи (Biu Dze). Этот вариант поединка Чи-Сао (Chi-Sao) подразумевает меньше всего ограничений - разрешены прямые и боковые удары, как в корпус, так и в голову. Кроме того, разрешены удары локтями. Важно умение сохранять свою структуру на максимально близком расстоянии от противника. Минимальное время на реакцию требует максимальной чувствительности и развитости рефлексов. Возможна победа/поражение в результате технического нокаута.

## История: международные соревнования по Чи-Сао (Chi-Sao) с применением 3-х версий правил

### Первый открытый турнир по Чи-Сао (Chi-Sao) с использованием трёх версий правил
В 2012 году в Таллине, Эстонии, в рамках открытого Балтийского Чемпионата по Ушу прошёл первый международный турнир по Чи-Сао (Chi-Sao) с применением трёх версий правил, разработанных PWTF. Соревнования были проведены в сотрудничестве с Олимпийским комитетом Эстонии (эст.), Эстонской Федерацией Ушу (эст.) и Европейской Федерацией Ушу (EWUF, European Wushu Federation) (англ.).
Согласно правилам PWTF, при проведении турнира по Чи-Сао (Chi-Sao) поединки делятся на 3 категории сложности в соответствии с одной из трёх форм боевого искусства Винг Тчун — Сиу Ним Тао (Siu Nim Tao), Чам Киу (Chum Kiu) и Биу Джи (Biu Dze). Каждой форме соответствует своя версия правил Чи-Сао (Chi-Sao): версия Сиу Ним Тао (Siu Nim Tao), версия Чам Киу (Chum Kiu) и версия Биу Джи (Biu Dze). PWTF, как организатор турнира по Чи-Сао (Chi-Sao) решило разделить бойцов не только по весовым категориям, но и предоставить спортсменам возможность выбора уровня сложности состязаний в соответствии с уровнем мастерства.
Разделение боев на 3 категории сложности с применением разной версии правил в каждой категории сложности заметно расширили круг и возможности участников соревнований: в 2012 году на турнире смогли выступить и слепые бойцы, которые принимали участие наравне с другими спортсменами. Самому старшему участнику турнира было 64 года.

### Второй международный турнир по Чи-Сао (Chi-Sao) по правилам PWTF
30 ноября 2013 года в рамках открытого Балтийского чемпионата по традиционному ушу прошёл второй турнир международного уровня по Чи-Сао (Chi-Sao) по правилам PWTF. В турнире вновь применялись 3 версии правил, каждая соответствующая категории сложности боя (Сиу Ним Тао (Siu Nim Tao), Чам Киу (Chum Kiu) и Биу Джи (Biu Dze)). Судейство было представлено Дмитрием Петряковым (клуб Шаолинь, Эст), Михаилом Швецовым (клуб Улыбка Дракона, РФ) и Станиславом Дунаевым (клуб Улыбка Дракона, РФ). Организатором турнира по Чи-Сао (Chi-Sao) была федерация PWTF. Разыграно было 57 медалей, среди участников были так же и слепые бойцы.

## Другие соревнования по Винг Тчун
Особенность соревнований по Чи-Сао (Chi-Sao) заключается в том, что противники начинают бой находясь уже в контакте друг с другом руками, то есть, после команды "fight" ("бой") спортсмены проводят технические действия с максимально близкого расстояния, когда времени на реакцию практически не остается.
Помимо соревнований по Чи-Сао (Chi-Sao), в стиле Винг Тчун существует вид соревнований Конг-сао (Kong-sao, свободный бой), где противники начинают бой с дистанции, то есть изначального контакта между участниками нет.

## Рекомендуемая литература
- Lam, Douglas. Wing Chung: Hong Kong's Scientific Art// Black Belt. - 1975. - Vol.13 - NO.1. - pp. 18–22. - URL